# 464. pehotni polk (Wehrmacht)
464. pehotni polk (izvirno nemško Infanterie-Regiment 464) je bil eden izmed pehotnih polkov v sestavi redne nemške kopenske vojske med drugo svetovno vojno.

## Zgodovina
Polk je bil ustanovljen 26. avgusta 1939 kot polk 4. vala v WK VI z nadomestnih bataljonov 77., 78. in 64. pehotnih polkov in bil dodeljen 253. pehotni diviziji.
10. oktobra 1940 je bil iz sestave odvzet II. bataljon, ki je bil dodeljen 515. pehotnemu polku; bataljon je bil nadomeščen z drugim. 
Leta 1942 je bil v bojih uničen III. bataljon.
15. oktobra 1942 je bil polk preimenovan v 464. grenadirski polk.